# Странные частицы
Странные частицы — элементарные частицы, имеющие в своём составе s-кварк.
В течение 10 лет, последовавших за открытием пиона в 1947 году, в результате изучения космических лучей и экспериментов на вновь построенных ускорителях высоких энергий таблица элементарных частиц начала быстро пополняться новыми элементарными частицами. За это время их было открыто свыше 30. Первыми из открытых частиц были K-мезоны или каоны, частицы с массой ~500 МэВ. Затем были обнаружены тяжёлые частицы Λ и Σ. Была обнаружена странная особенность вновь открытых частиц — они рождались парами, хотя не были частицей и античастицей. Здесь была другая закономерность. Так, например, при столкновении двух протонов возможна реакция
p + p → p + Λ + K+,
в которой рождаются две странные частицы — Λ-гиперон и K±-мезон. Образовавшиеся «странные» частицы затем распадались на лептоны, нуклоны и пионы
K+ → μ+ + νμ, Λ → p + π−
K+ → π+ + π0, Λ → n + π0.
Вторая особенность поведения странных частиц — большое время жизни. В результате распада Λ образуются сильно взаимодействующие частицы p и π+ или n и π0.
Поэтому казалось, что время жизни странных частиц должно быть ~10−22÷10−23 с. На самом деле их время жизни ~10−10 с, характерно для слабого взаимодействия. Для того, чтобы объяснить такое поведение странных частиц, М. Гелл-Манн и К. Нишидзима в 1953 высказали предположение, что странная частица является носителем ещё одного нового квантового числа, которое было названо странностью. Странность сохраняется в сильных взаимодействиях, но не сохраняется в слабых взаимодействиях. Это позволило сразу объяснить и парное рождение странных частиц в реакции сильного взаимодействия и большое время жизни в результате распада, происходящего за счёт слабого взаимодействия. Среди вновь открытых странных частиц оказались частицы, имеющие массу покоя больше массы покоя нуклона. Эти частицы были названы гиперонами. К ним относятся Λ,Σ0,Σ+,Σ−,Ξ0,Ξ−,Ω−.